# Алашкерт (Армавір)
Алашкерт (вірм. Ալաշկերտ) — село в марзі Армавір, на заході Вірменії. До 3.01.1935 називалось с.Кярімарх (Карім-Арх), в 3.01.1935 – 4.07.2006 с.Советакан. Село розташоване за 5 км на південний схід від міста Армавір, за 2 км на південний захід від села Мргашат, за 3 км на північ від села Армавір та за 3 км на північний схід від села Айкаван.